# Victor I. von Ratibor

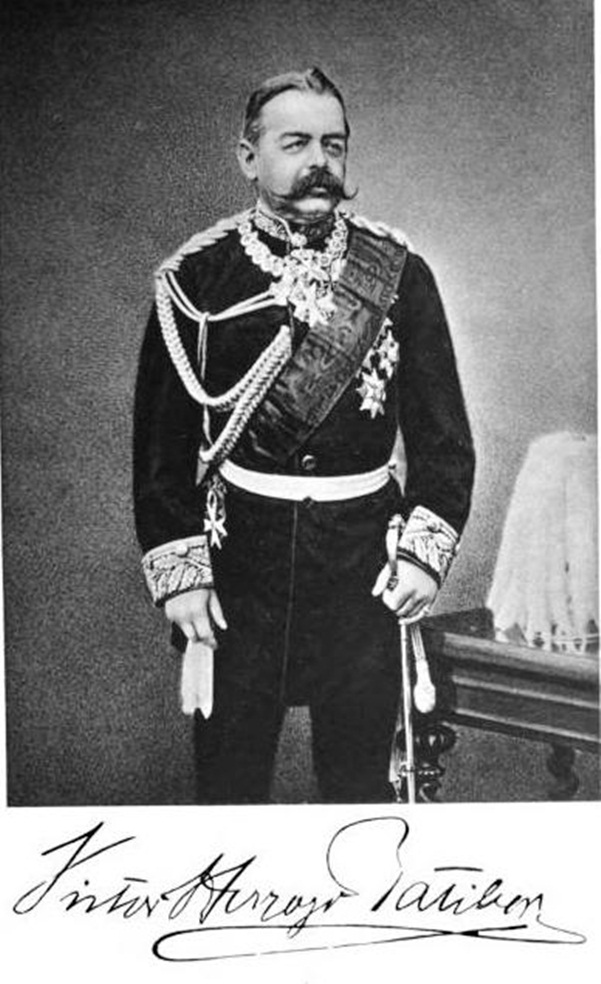
Viktor Herzog von Ratibor

Victor Moritz Karl I. Herzog von Ratibor, Fürst von Corvey (bis 1840 Victor Moritz Karl Erbprinz zu Hohenlohe-Schillingsfürst; * 10. Februar 1818 in Langenburg; † 30. Januar 1893 in Rauden) war ein deutscher Standesherr und Politiker.

## Leben

### Herkunft und Ausbildung
Er stammte aus dem Zweig Schillingsfürst der Fürstenfamilie Hohenlohe. Sein Vater war Fürst Franz Joseph zu Hohenlohe-Schillingsfürst (1787–1841). Die Mutter war Constanze, geborene Prinzessin zu Hohenlohe-Langenburg (1792–1847). Zu den Brüdern gehörten Chlodwig zu Hohenlohe-Schillingsfürst, später Reichskanzler, der Kurienkardinal Gustav Adolf zu Hohenlohe-Schillingsfürst, sowie der österreichische Obersthofmeister Konstantin zu Hohenlohe-Schillingsfürst, zwei weitere Brüder verstarben früh.
Nach anfänglichem Schulbesuch in Ansbach und Privatunterricht in Corvey besuchte er das königliche Gymnasium in Erfurt. Danach studierte er Rechtswissenschaften und neuere Sprachen in Göttingen, Bonn, Heidelberg und Lausanne. Außerdem unternahm er ausgedehnte Reisen in die Schweiz, nach Italien, Frankreich und England.
In der Folge verwalteten zunächst sein Vater Fürst Franz zu Hohenlohe-Schillingsfürst (Corvey) und seine Mutter Constanze (Ratibor) den vom Landgrafen Viktor Amadeus von Hessen-Rotenburg geerbten Besitz. Dazu gehörten neben dem Mediatfürstentum Corvey in Westfalen die Herrschaft Ratibor in Oberschlesien. Dieses Gebiet war 34.000 Hektar groß und bestand im Wesentlichen aus Waldgebieten.
Nach dem Tod des Vaters wurde dem Prinzen Viktor im Jahre 1840 von König Friedrich Wilhelm IV. der Titel „Herzog von Ratibor und Fürst von Corvey“ verliehen. Dabei verzichtete er zugunsten seines jüngeren Bruders auf alle Erbansprüche und dynastischen Titel in Schillingsfürst.

### Militärkarriere
Seine militärische Dienstpflicht leistete er in jungen Jahren bei der Kavallerie ab. Er war zunächst 1844 badischer, ab Juli 1850 preußischer Major. In den 1850er Jahren kommandierte er bei Übungen wiederholt das 2. Landwehr-Ulanenregiment. Im Deutschen Krieg von 1866 und im Deutsch-Französischen Krieg organisierte er als Vorsitzender des Vereins Schlesischer Malteserritter freiwillige Krankenpflege. Seit 2. September 1873 hatte er den Charakter als General der Kavallerie à la suite.

### Politische Mandate
Im Jahr 1847 war Ratibor Mitglied des Vereinigten Landtages. Er gehörte dort der Herrenkurie an. Zwischen 1856 und 1893 war er Mitglied im Provinziallandtages für Schlesien. Zunächst war er Landtagsmarschall der Versammlung. Nach der Einführung der neuen Provinzialordnung war er wiederholt Vorsitzender. Außerdem gehörte er von 1849 bis 1852 der zweiten Kammer des preußischen Landtages an. Im Jahr 1850 war Ratibor Mitglied des Erfurter Unionsparlamentes. Von 1867 bis 1870 war er Mitglied des Norddeutschen Reichstages und von 1872 bis 1890 des deutschen Reichstages. Außerdem war Ratibor von 1854 bis 1893 Mitglied des preußischen Herrenhauses. In letzterem war er 1870/72 Mitbegründer der Neuen Fraktion und war 1877 bis 1893 Präsident des Hauses.

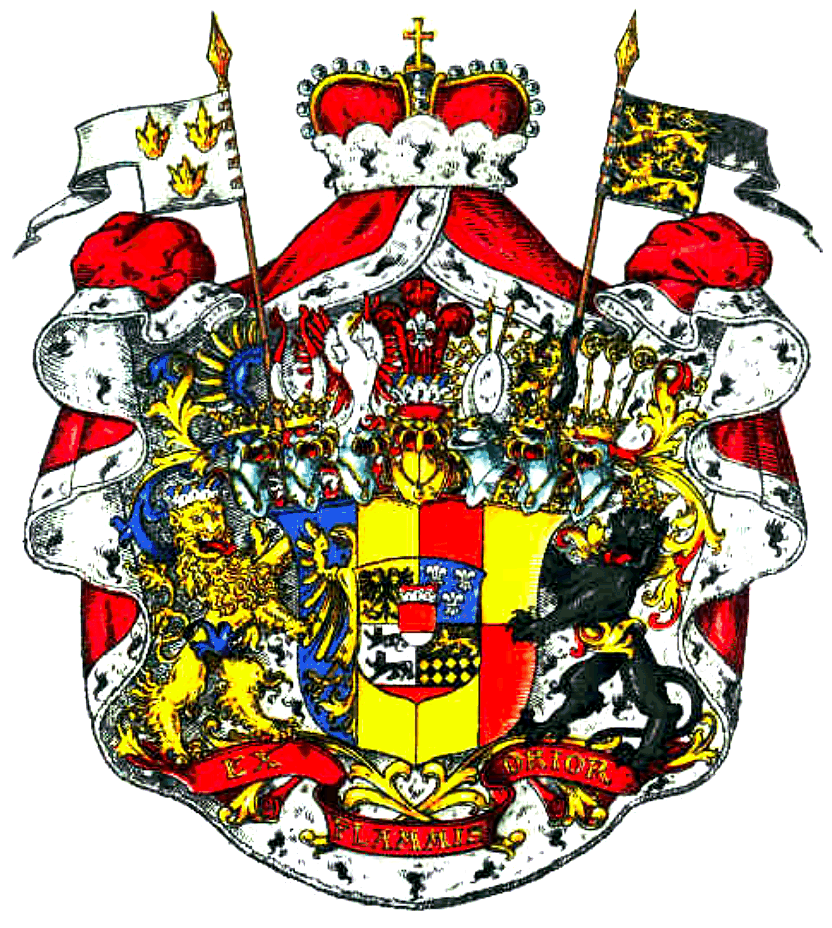
Wappen Herzog von Ratibor – Fürst von Corvey, Prinz zu Hohenlohe-Waldenburg-Schillingsfürst

### Politische Haltung
Ratibor gehörte zu den liberal-konservativen Hochadeligen, die politischen Reformen im Gegensatz zu den Hochkonservativen nicht von vorneherein ablehnend gegenüberstanden. So war er Anhänger von Otto von Bismarck. Er gehörte auch zu den Mitbegründern der Freikonservativen Partei. Er war in dieser allerdings mehr Repräsentant als politischer Motor. Durch seine Verwandtschaft verfügte er über hervorragende internationale Beziehungen.
Ratibor war seit 1870 Vorsitzender der Genossenschaft der Malteserritter in Schlesien. Geprägt von einer Tradition der katholischen Aufklärung stand er dem zeitgenössischen Ultramontanismus ablehnend gegenüber. Er lehnte die Beschlüsse des Ersten Vatikanischen Konzils ab und unterstützte ab 1873 den staatlichen Kulturkampf gegen die Kirche. Durch diesen Konflikt kam es zur Spaltung der Malteserritter Schlesiens. Ratibor verlor damit seinen Vorsitz.

### Mäzen und gesellschaftliches Leben
Neben der Politik trat Ratibor als Förderer sozialer und caritativer Organisationen sowie als Förderer der Kunst hervor. Im Jahr 1860 unterstützte er Heinrich Hoffmann von Fallersleben durch die Anstellung in der Bibliothek von Corvey.
Ratibor war Vorsitzender des Vereins für das Berliner Gewerbemuseum. Auch im „Union-Club“, dem Veranstalter von Pferderennen saß er vor. Auch war er Vorsitzender des Zentralkomitees des Vereins für Einführung und Unterstützung der Hausindustrie in Oberschlesien.
Er war Jurymitglied bei der Weltausstellung 1867 in Paris sowie bei der Weltausstellung 1873 in Wien.
Ratibor besaß unweit des Reichstages ein Palais in der Moltkestraße 3, das zum Treffpunkt von Adel, Großbürgertum und Künstlern wurde.

### Familie
Am 19. April 1845 heiratete Viktor Ratibor Prinzessin Amelie zu Fürstenberg (* 12. Februar 1821 in Donaueschingen; † 17. Januar 1899 in Rauden), eine Tochter des Fürsten Karl Egon von Fürstenberg (1796–1854). Eine erste Tochter starb noch als Kleinkind. Danach hatte das Paar zusammen neun Söhne und Töchter, darunter der Botschafter Max von Ratibor und Corvey und der Oberpräsident von Westfalen Karl Prinz von Ratibor und Corvey. Sein Nachfolger war sein Sohn Victor II. Amadeus von Ratibor.
- Amalie (* 3. Oktober 1846; † 25. August 1847)
- Victor II. (* 6. September 1847; † 9. August 1923)
- Franz Carl (* 6. April 1849; † 27. Mai 1925), verheiratet mit Marie-Agnes Gräfin zu Solms-Baruth, verwitwete Gräfin von der Asseburg, Egbert Hoyer von der Asseburg
- Elisabeth (* 27. Februar 1851; † 5. Oktober 1928)
- Egon (* 4. Januar 1853; † 10. Februar 1896)
- Marie Therese (* 27. Juni 1854; † 29. Mai 1928)
- Maximilian (* 9. Februar 1856; † 12. Januar 1924)
- Ernst Emanuel (* 10. November 1857; † 25. Februar 1891)
- Karl Egon (* 7. Juli 1860; † 11. April 1931)
- Margarethe (* 3. Februar 1863; † 4. Juni 1940)

### Auszeichnungen
- Eisernes Kreuz (1870) II. Klasse
- Kette zum Großkreuz des Roten Adlerordens im Jahre 1875
- Ritter des Schwarzen Adlerordens am 10. September 1882
- Ritter des Ordens vom Goldenen Vlies im Jahre 1889
- Großkreuz des Ordens vom Zähringer Löwen

### Genealogie
- Hans Friedrich v. Ehrenkrook, Jürgen von Flotow, Friedrich Wilhelm Euler: Genealogisches Handbuch der Fürstlichen Häuser. Band IV, I. Abt. (ehem. reg. Häuser). (= Band 14 der Gesamtreihe GHdA). C. A. Starke, Glücksburg/Ostsee 1956, S. 232–235. ISSN 0435-2408.